# Институт промышленной экологии УрО РАН
ИПЭ УрО РАН — Институт промышленной экологии (ИПЭ) Уральского отделения Российской академии наук. Расположен в городе Екатеринбурге.

## История
27 февраля 1989 года по постановлению Президиума Уральского отделения АН СССР был создан Научно-инженерный центр экологической безопасности УрО АН СССР. В 1992 году постановлением Президиума Уральского отделения РАН он был преобразован в Институт промышленной экологии УрО РАН.
Институт аккредитован в качестве научной организации в марте 1998 г.
В апреле 2001 г. Институт успешно прошел очередную аккредитацию.

## Основные научные направления
- экологическая и радиационная безопасность энергетики и атомной промышленности;
- научные основы экологически безопасного и устойчивого развития территорий;
- экологически значимые физико-химические процессы в окружающей среде.